# Irene di Spilimbergo

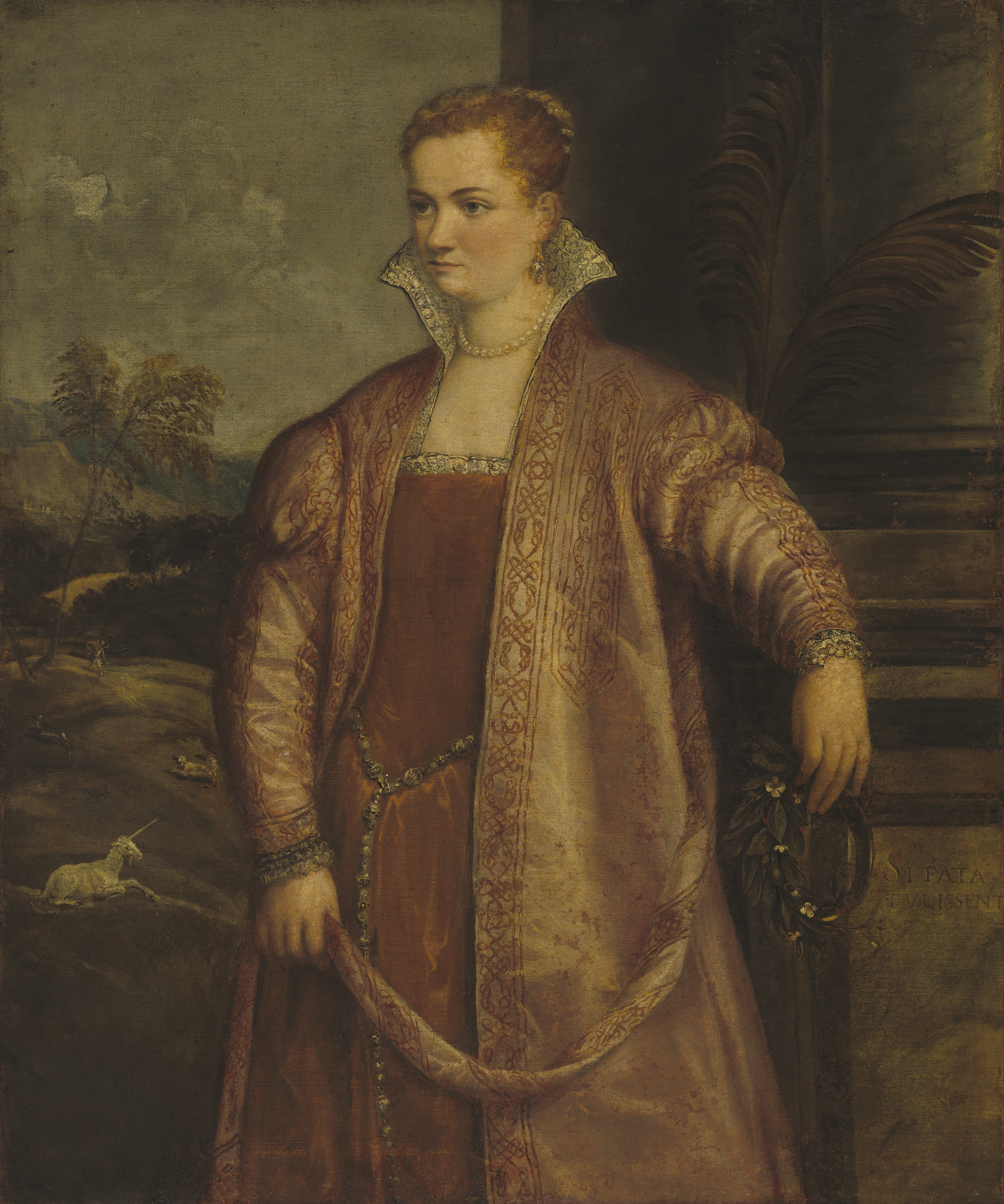
Irene di Spilimbergo, um 1560 entstandenes Gemälde, wahrscheinlich von Gian Paolo Pace

Irene di Spilimbergo (geboren 1540 nahe Udine; gestorben 15. Dezember 1559 in Venedig) war eine italienische Malerin.

## Leben
Irene verbrachte ihre Jugendzeit im Kastell Spilimbergo (Spengenberg) im Friaul unter der Aufsicht ihres Großvaters mütterlicherseits, der ihre künstlerische Begabung früh erkannte. Signora Irene war begabt als Spielerin von Laute, Cembalo und Viola sowie als Sängerin. Sie schätzte zeitgenössische (Petrarca, Castiglione) wie auch antike Literatur (Plutarch). Nach dem Vorbild der berühmten Sofonisba Anguissola kam sie zur Malerei und kopierte mehrere Gemälde Tizians, der sich einverstanden erklärte, Irene zu unterrichten.
Irene soll zwei Jahre lang Schülerin Tizians gewesen sein, dabei dessen Stil vollendet kopiert haben und mehrere Porträts und Studien gemalt haben. Sie starb früh im Alter von 19 Jahren.

## Nachruhm
Ihr Leben ist aus den Nachrufen anderer Künstler überliefert, darunter neben Tizian auch Lodovico Dolce, Torquato Tasso, Benedetto Varchi und Girolamo Muzio. Dionisio Atanagi widmete ihr bereits 1561 ein Gedenkbuch mit über 300 Nachrufen verschiedener Autoren, in der Regel Gedichte, welche ihre Schönheit und Anmut, Tugendhaftigkeit, Gelehrsamkeit, und Kunstfertigkeit priesen.

## Weiterführende Literatur
- Anne Jacobson Schutte: Irene di Spilimbergo: The Image of a Creative Woman in Late Renaissance Italy. In: Renaissance Quarterly. Band 44, Nr. 1. Cambridge University Press, 1991, S. 42–61, JSTOR:2862405.